# Années 430 av. J.-C.
Les années 430 av. J.-C. couvrent les années de 439 av. J.-C. à 430 av. J.-C.

## Événements
- Vers 440 av. J.-C. :

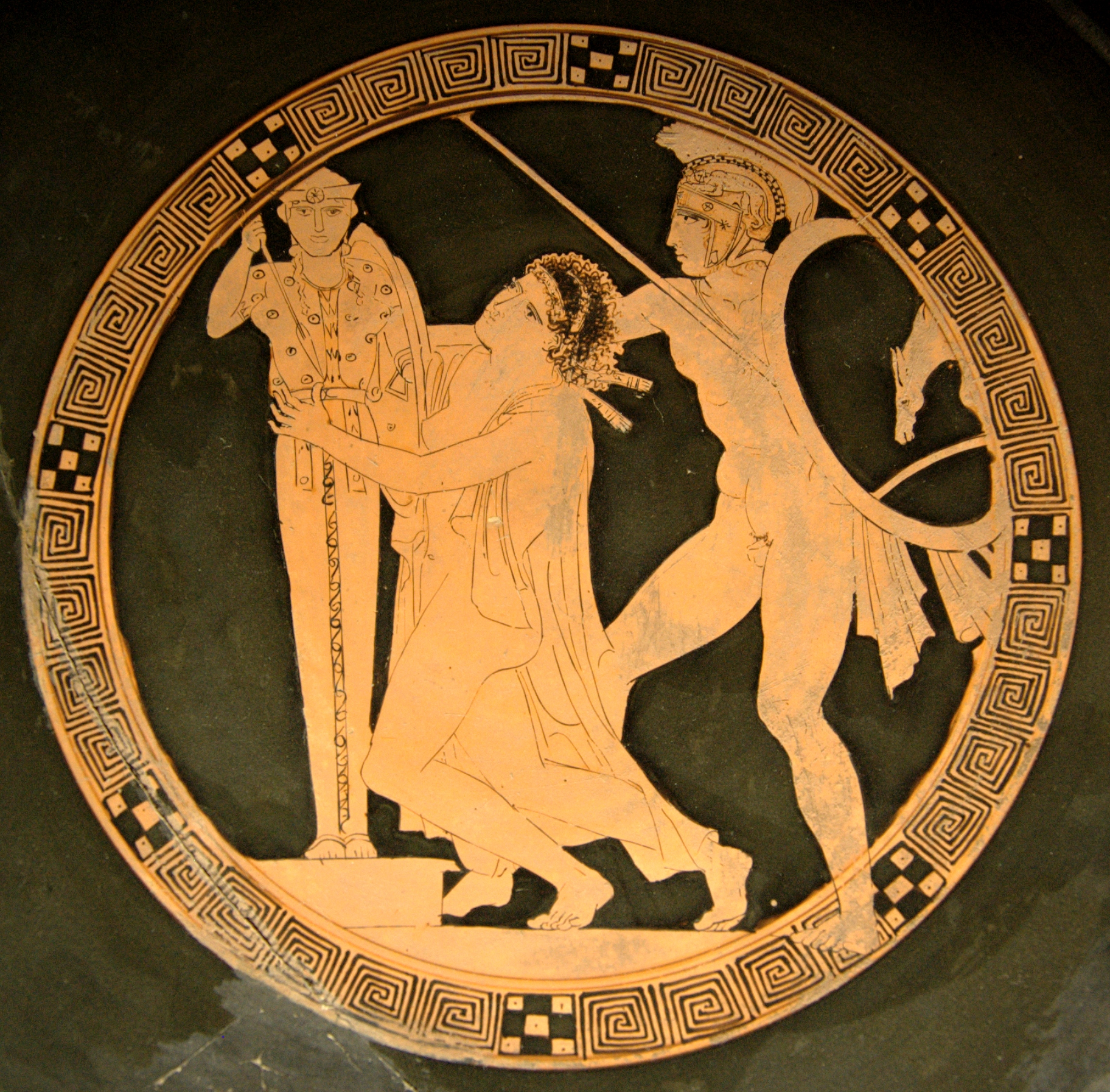
Ajax le petit arrachant de force Cassandre du Palladion auprès duquel elle s'était réfugiée, intérieur d'une coupe à figures rouges du Peintre de Codros, v. 440-430 av. J.-C., musée du Louvre

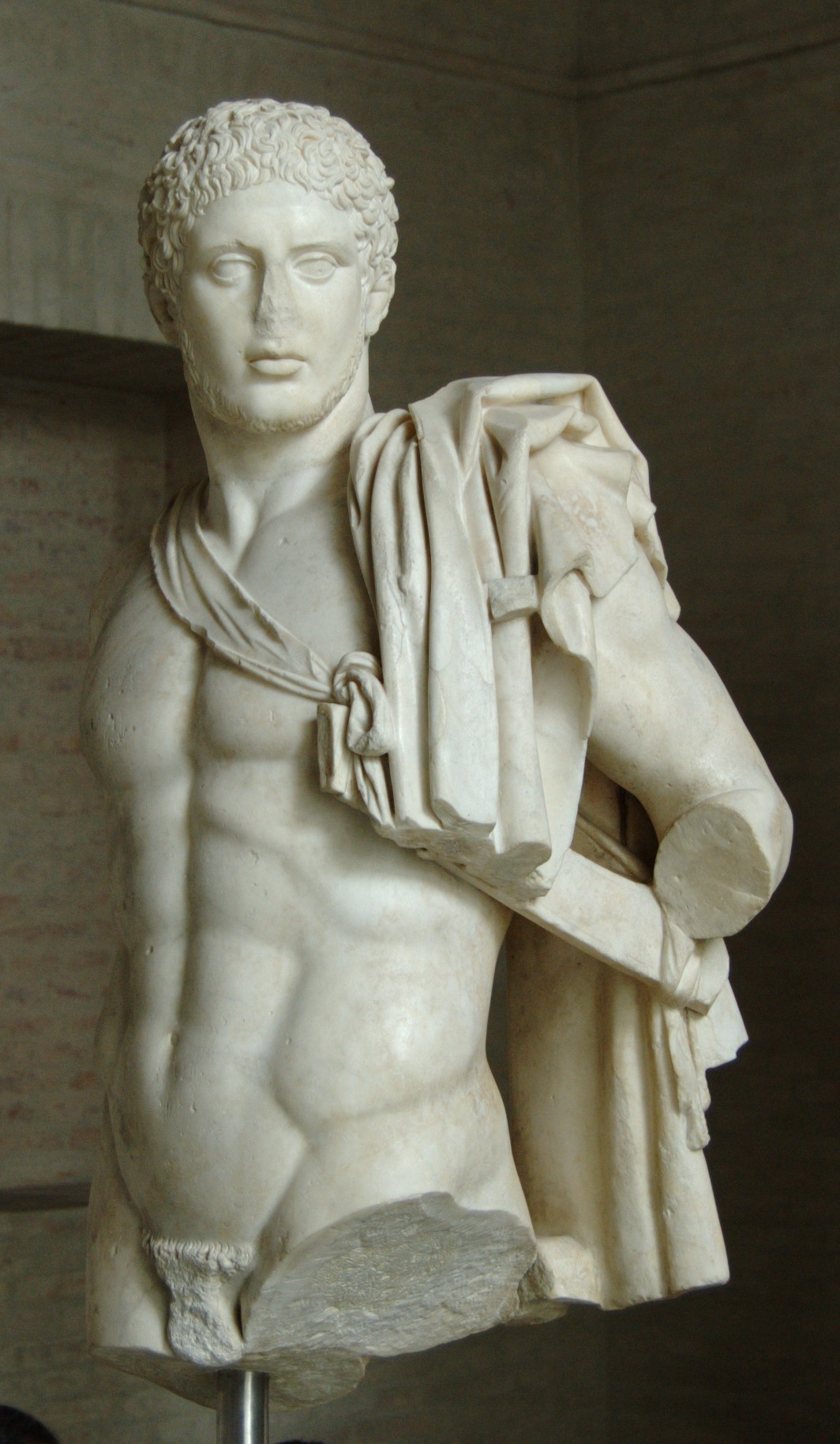
Diomède, copie romaine d'un original grec attribué à Crésilas (v. 440-430 av. J.-C.), Glyptothèque de Munich (Inv. 304)

  - début de la construction du Temple d'Apollon Epicourios de Bassae[1].
  - construction du temple de Poséidon au cap Sounion[2].
- Vers 440-435  av. J.-C. : théorie de l’atomisme du philosophe Leucippe[3].
- 440-439 av. J.-C. : révolte de Samos contre Athènes[4].
- 433 av. J.-C. : bataille de Sybota entre Corinthe et Corcyre, alliée d’Athènes[5].
- 432 av. J.-C. : décret mégarien pris par Athènes à la suite de la révolte de Mégare[6] ; bataille de Potidée[5].
- Vers 432 av. J.-C. : le savant grec Méton applique le cycle métonique en astronomie. Il permet l'établissement du calendrier luni-solaire, en particulier le calendrier attique[7].
- 431 av. J.-C. : début de la guerre du Péloponnèse entre Athènes et Sparte[5].
- Vers 430 av. J.-C. : 
  - l’astronome Œnopide de Chios précise la notion de l’obliquité de l’écliptique[2].
  - activité des astronomes mésopotamiens Nabû-rimânni et Kidinnu[2].
  - le Diadumène, statue de bronze de Polyclète[2].
  - Athènes importe de grandes quantités de céréales des clérouquies de Lemnos, d’Imbros et de Skyros, d’Eubée et du Pont-Euxin, ainsi que d’Égypte ou de Sicile. Ces importations permettent de nourrir sans difficulté une population de 400 000 habitants. On peut estimer globalement que cette population est répartie également entre citoyens (130 000), métèques (120 000) et esclaves (120 000 à 130 000)[8].

## Personnages significatifs
- Périclès
- Archidamos II
- Démosthène
- Phidias
- Néhémie